# 진지함의 중요성

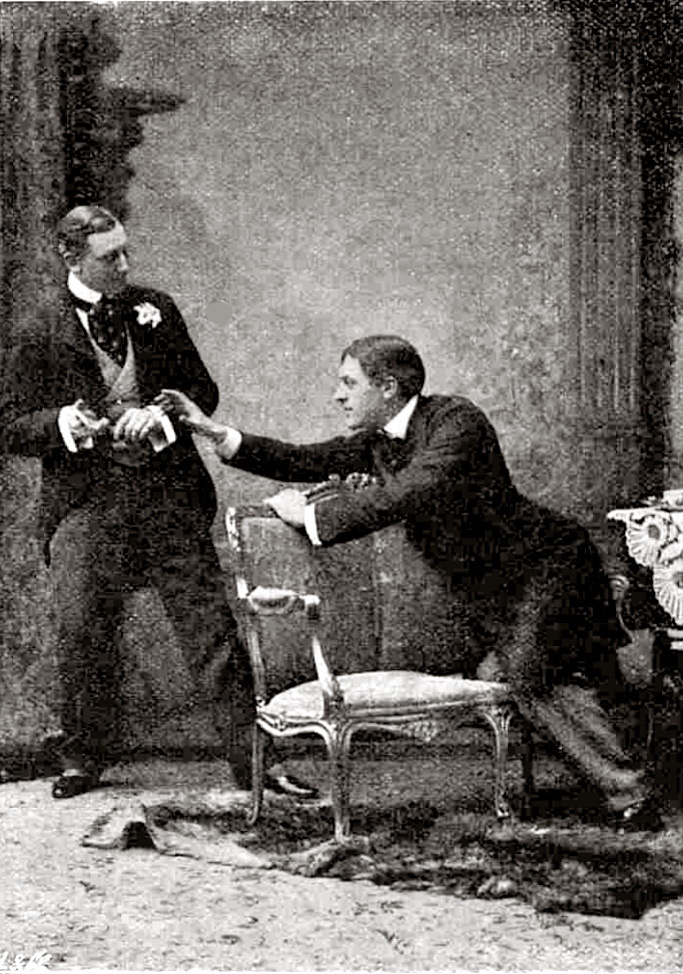

《진지함의 중요성, 진지한 사람들을 위한 사소한 희극》(영어: The Importance of Being Earnest, a Trivial Comedy for Serious People), 또는 《어니스트가 되는 것의 중요성》은 오스카 와일드의 희곡으로, 그의 네 편의 응접실 연극 중 《윈더미어 부인의 부채》(1892년), 《보잘것 없는 여인》(1893년), 《이상적인 남편》(1895년)에 이은 마지막 작품이다. 1895년 2월 14일 런던의 세인트 제임스 극장에서 초연되었으며, 원치 않는 사회적 의무를 회피하기 위해 이중생활을 하는 두 젊은 남성의 얽힌 사건을 다룬 소극이다. 두 남성은 모두 어니스트라는 이름을 사용하며 각자가 사모하는 두 젊은 여성을 구애한다.
이 작품은 그 재치와 말솜씨로 유명하며, 당대의 극작 관행을 패러디하고 빅토리아 후기의 예절을 부드럽게 풍자한다. 또한 두 쌍의 젊은 연인들 외에도 강력한 브랙넬 부인, 까다로운 가정교사 프리즘 양, 온화하고 학구적인 채서블 신부를 등장시킨다. 영국과 해외의 동시대 평론은 이 작품의 유머를 칭찬했지만, 일부 비평가들은 사회적 메시지의 부재에 대해 유보적인 입장을 보였다.
성공적인 초연은 와일드 경력의 정점을 찍었지만, 몇 주 후 그의 몰락으로 이어졌다. 와일드의 연인이었던 앨프리드 더글러스 경의 아버지인 퀸즈베리 후작은 공연 말미에 극작가에게 썩은 채소 꽃다발을 던질 계획이었다. 와일드는 이를 사전에 알아채고 퀸즈베리의 입장을 거부했다. 그들의 불화는 1895년 3월부터 5월까지 일련의 법적 재판으로 이어졌고, 결국 와일드는 동성애 행위로 유죄 판결을 받고 투옥되었다. 작품의 초기 성공에도 불구하고, 와일드의 불명예로 인해 86회 공연 후 5월에 막을 내렸다. 1897년 출옥 후 파리 망명 생활 중 이 작품을 출판했지만, 더 이상의 희극이나 극작품은 쓰지 않았다.
초연 이후 이 작품은 영어권 국가와 그 외 지역에서 자주 재공연되었다. 조지 알렉산더, 앨런 에인즈워스, 아이린 밴브루 등이 출연한 초연 이후, 메이블 테리-루이스, 존 길구드, 에디스 에반스, 마거릿 러더퍼드, 마틴 자비스, 나이젤 헤이버스, 주디 덴치 등 많은 배우들이 이 작품과 연관되었다. 강력한 브랙넬 부인 역할은 때때로 남성 배우들이 맡기도 했다. 《진지함의 중요성》은 1920년대부터 라디오로 각색되었고 1930년대부터는 텔레비전으로도 각색되었으며, 세 차례에 걸쳐 영화로 제작되었다(1952년 앤서니 애스퀴스 감독, 1992년 커트 베이커 감독, 2002년 올리버 파커 감독). 또한 오페라와 뮤지컬로도 만들어졌다.

## 등장인물
JACK
가상의 동생 EARNEST를 만들어 고향에는 동생을 만나러 간다고 하고 런던에서는 자신이 ERNEST란 이름을 사용하여 놀러다닌다. GWENDOLEN에게 청혼한다.
ALGERNON
JACK의 친구로 CECILY에게 자신이 ERNEST인척하며 청혼을 한다.
GWENDOLEN
ALGERNON의 사촌으로 JACK의 이름을 ERNEST로 알고 청혼을 받아들이고 그의 집으로 찾아간다.
LADY BRACKNELL
GWENDOLEN의 어머니로 JACK과 GWENDOLEN의 결혼을 반대하고 딸을 찾으러 JACK의 집으로 간다.
CECILY
JACK의 피후견인으로 ALGERNON을 ERNEST로 알고 그와 사랑에 빠진다.
MISS PRISM
CECILY의 가정교사, JACK의 유모
CHASUBLE
JACK이 사는 곳의 목사
MERRIMAN
JACK 집의 집사
LANE
ALGERNON 집의 집사

## BUNBURY
이 작품 안에서 오스카 와일드가 창조해낸 단어로 이름을 가장하여 다른 곳으로 여흥을 떠나는 것을 의미한다.

## 영화화
2002년 올리버 파커 감독이 영화화하였다.